# Kung Fu Panda: Die Tatzen des Schicksals
Kung Fu Panda: Die Tatzen des Schicksals (Originaltitel: Kung Fu Panda: The Paws of Destiny) ist eine Kinder-Comedy-Fernsehserie. Die Fernsehserie spielt nach dem Kinofilm Kung Fu Panda 3 (2016). Die Erstveröffentlichung erfolgte in den Vereinigten Staaten am 15. November 2018 und in Deutschland am darauffolgenden Tag bei Amazon Prime Video.
Die Serie ist nach Legenden mit Fell und Fu die zweite Serie aus dem Kung-Fu-Panda-Universum.

## Handlung
Po unterrichtet vier Pandakinder: Nu Hai (女孩), Jing (靜), Bao (包) und Fan Tong (飯桶). Diese haben zufällig das Ch’i alter Kung-Fu-Meister, der so genannten vier Konstellationen, erhalten: Blauer Drache, Schwarze Schildkröte, Weißer Tiger und Roter Phönix.

## Besetzung und Synchronisation
Die deutsche Synchronisation entstand nach einem Synchronbuch und unter die Dialogregie von Cindy Beier im Auftrag der Interopa Film.
| Rolle     | Originalsprecher  | Synchronsprecher       | Staffel | Folgen |
| --------- | ----------------- | ---------------------- | ------- | ------ |
| Po        | Mick Wingert      | Robert Louis Griesbach | 1–      |        |
| Mei Mei   | Chrissy Metz      | Jessica Walther-Gabory | 1       |        |
| Mr. Ping  | James Hong        | Lutz Mackensy          | 1–      |        |
| Oma Panda | Amy Hill          | Denise Gorzelanny      | 1–      |        |
| Nu Hai    | Haley Tju         | Marie Hinze            | 1–      |        |
| Jing      | Laya DeLeon Hayes | Maria Hönig            | 1–      |        |
| Bao       | Gunnar Sizemore   | Vincent Borko          | 1–      |        |
| Fan Tong  | Makana Say        | Philipp Lind           | 1–      |        |

## Episoden
| Nr. | Deutscher Titel                       | Originaltitel                          | Erstveröffentlichung USA | Deutschsprachige Erstveröffentlichung (D/A/CH) | Regie                          | Drehbuch                  |
| --- | ------------------------------------- | -------------------------------------- | ------------------------ | ---------------------------------------------- | ------------------------------ | ------------------------- |
| 1   | Die Rückkehr des Drachenmeisters      | Enter the Dragon Master                | 15. Nov. 2018            | 16. Nov. 2018                                  | Lane Lueras                    | Elliott Owen              |
| 2   | Der blaue Drache spielt mit dem Feuer | Blue Dragon Plays with Fire            | 15. Nov. 2018            | 16. Nov. 2018                                  | Lane Lueras                    | Elliott Owen              |
| 3   | Das Schwert des roten Phoenix         | Blade of the Red Phoenix               | 15. Nov. 2018            | 16. Nov. 2018                                  | Johnny Castuciano              | Elliott Owen              |
| 4   | Hütet Euch vor dem Drachenmeister     | The Intruder Flies a Crooked Path      | 15. Nov. 2018            | 16. Nov. 2018                                  | James Wootton                  | Michael Ryan              |
| 5   | Eine Handvoll Kräuter                 | A Fistful of Herbs                     | 15. Nov. 2018            | 16. Nov. 2018                                  | Lane Lueras                    | Benjamin Lapides          |
| 6   | In der Falle                          | Poison in the Pit of the Plum          | 15. Nov. 2018            | 16. Nov. 2018                                  | Johnny Castuciano              | Johanna Stein             |
| 7   | Jindiaos Triumph                      | Big Trouble in Panda Village           | 15. Nov. 2018            | 16. Nov. 2018                                  | James Wootton                  | Elliott Owen              |
| 8   | Geheime Wege                          | Secrets Lost to Shadow                 | 15. Nov. 2018            | 16. Nov. 2018                                  | Mike Mullen                    | Mitch Watson              |
| 9   | Auf dünnem Eis                        | Out of the Cave and Onto Thin Ice      | 15. Nov. 2018            | 16. Nov. 2018                                  | Lane Lueras & Rhianna Williams | Benjamin Lapides          |
| 10  | Die Rückkehr der vier Konstellationen | Return of the Four Constellations      | 15. Nov. 2018            | 16. Nov. 2018                                  | Lane Lueras & James Wootton    | Nicole Belisle            |
| 11  | Die Quelle wird geöffnet              | Unholy Dragon Returns to the Mountains | 15. Nov. 2018            | 16. Nov. 2018                                  | Mike Mullen                    | Johanna Stein             |
| 12  | Das ultimative Opfer                  | Sacrifice at the Edge of Time          | 15. Nov. 2018            | 16. Nov. 2018                                  | Rhianna Williams               | Mitch Watson              |
| 13  | Das Ende des Drachenmeisters          | End of the Dragon Master               | 15. Nov. 2018            | 16. Nov. 2018                                  | James Wootton                  | Elliott Owen              |
| 14  | Die verbotene Stadt                   | Journey to the East                    | 4. Juli 2019             | 5. Juli 2019                                   | Mike Mullen                    | Benjamin Lapides          |
| 15  | Der Fluch des Affenkönigs             | Curse of the Monkey King               | 4. Juli 2019             | 5. Juli 2019                                   | Rhianna Williams               | Johanna Stein             |
| 16  | Das Casino-Schiff                     | A Game of Fists                        | 4. Juli 2019             | 5. Juli 2019                                   | Lane Lueras                    | Lindsay Kerns             |
| 17  | Die Bestie in der Ödnis               | The Beast of the Wastelands            | 4. Juli 2019             | 5. Juli 2019                                   | Mike Mullen                    | Nicole Belisle            |
| 18  | Gefahr in der verbotenen Stadt        | Danger in the Forbidden City           | 4. Juli 2019             | 5. Juli 2019                                   | Rhianna Williams               | Mitch Watson              |
| 19  | Die Schlacht(en) von Gongmen Bay      | The Battle(s) of Gongmen Bay           | 4. Juli 2019             | 5. Juli 2019                                   | Lane Lueras                    | Elliott Owen              |
| 20  | Trubel in Gongmen City                | Gongmen City Hustle                    | 4. Juli 2019             | 5. Juli 2019                                   | Mike Mullen                    | Benjamin Lapides          |
| 21  | Die Nacht des knochenbleichen Dämons  | Night of the White Bone Demon          | 4. Juli 2019             | 5. Juli 2019                                   | Rhianna Williams               | Johanna Stein             |
| 22  | Die Kaiserin erwacht                  | Rise of the Empress                    | 4. Juli 2019             | 5. Juli 2019                                   | Tom Galvin                     | Lindsay Kerns             |
| 23  | Im Lava-Wok                           | Bridge Over Troubled Lava              | 4. Juli 2019             | 5. Juli 2019                                   | Mike Mullen                    | Nicole Belisle            |
| 24  | Die Krönung                           | House of Flying Pandas                 | 4. Juli 2019             | 5. Juli 2019                                   | Rhianna Williams               | Bethany Armstrong Johnson |
| 25  | Die Krönung der eisernen Göttin       | Coronation of the Iron Goddess         | 4. Juli 2019             | 5. Juli 2019                                   | Tom Galvin                     | Mitch Watson              |
| 26  | Die unbezwingbare Rüstung             | The Invincible Armour                  | 4. Juli 2019             | 5. Juli 2019                                   | Mike Mullen                    | Elliott Owen              |

## Ausstrahlung
Die erste Hälfte der Serie steht seit dem 15. bzw. 16. November 2018 auf Prime Video zum Abruf bereit, die zweite Hälfte seit dem 4. bzw. 5. Juli 2019.